# Osella FA1M-89
Der Osella FA1M-89 – gelegentlich auch Osella FA1M genannt – war ein Formel-1-Rennwagen des Rennstalls Osella Squadra Corse, mit dem das Piemonteser Team die Formel-1-Saison 1989 sowie die ersten beiden Rennen des Jahres 1990 bestritt. Der FA1M-89 löste den Osella FA1L ab. Er war Osellas erster gänzlich neu konstruierter Rennwagen seit 1984. Mit ihm vollzog das Team zu Beginn der Saugmotor-Ära die endgültige Lösung vom Alfa-Romeo-Erbe, das zwischen 1984 und 1988 das Bild maßgeblich Osellas geprägt hatte. Der FA1M-89 war leistungsstärker als seine Vorgänger, litt aber an mangelnder Zuverlässigkeit. Die Piloten konnten einige Qualifikationsergebnisse im Mittelfeld erreichen; allerdings gab es mit dem FA1M-89 keine einzige Zielankunft.

## Die Technik
Der Osella FA1M-89 war eine Konstruktion von Antonio Tomaini. Er hatte ein neu entwickeltes Monocoque aus Verbundstoffen, das deutlich schlanker war als das seiner Vorgänger. Die Aufhängung bestand vorn und hinten aus Zugstreben mit doppelten Dreieckslenkern. Die Karosserie war ebenfalls vollständig neu gestaltet worden. Dem Design des Aufbaus lagen umfangreiche aerodynamische Tests in verschiedenen italienischen Windkanälen zugrunde. Der FA1M-89 hatte, dem Stil der Zeit folgend, eine schmale, hohe Lufthutze, die in eine abfallende Motorhaube überging. Die Seitenkästen waren niedrig und kurz. Als Antrieb diente ein Cosworth-DFR-Motor, der von Heini Mader Racing Components in der Schweiz vorbereitet wurde. Mit ihm verfügte Osella erstmals seit Jahren über ein konkurrenzfähiges Triebwerk. Osella verwendete in dieser Saison Reifen von Pirelli, die insbesondere im Qualifying denen von Goodyear deutlich überlegen waren. Der FA1M-89 wurde allgemein als Fortschritt für Osella gewertet.

## Die Renneinsätze

### Formel-1-Saison 1989
1989 setzte Osella je einen FA1M-89 für Nicola Larini und Piercarlo Ghinzani ein. Beide Fahrer unterlagen der Vorqualifikation.
Larini scheiterte achtmal an der Vorqualifikation; zu den acht weiteren Rennen konnte er sich jeweils sicher qualifizieren. Dabei erreichte er wiederholt Startplätze im Mittelfeld. Das beste Ergebnis war der zehnte Startplatz beim Großen Preis von Japan; daneben erreichte er je einen elften Platz in Spanien und Australien. Larini konnte keines der Rennen regulär beenden. Beim Großen Preis von San Marino kam er gleichwohl in die Wertung. Zwar fiel er acht Runden vor Schluss nach einem Unfall aus; die zurückgelegte Distanz reichte jedoch aus, um als Zwölfter gewertet zu werden. Eine Disqualifikation, zwei Fahrfehler und mehrere Technik- bzw. Elektrikdefekte führten ansonsten regelmäßig zu einem vorzeitigen Ausscheiden.
Piercarlo Ghinzani fiel bei 13 Rennen in der Vorqualifikation aus. Zu drei Rennen konnte er sich qualifizieren, aber auch er kam bei keinem Großen Preis ins Ziel.

### Formel-1-Saison 1990
In den ersten beiden Rennen des Jahres 1990 wurde der technisch unveränderte Osella FA1M-89 für Olivier Grouillard eingesetzt. Der Franzose erreichte mit dem achten Startplatz im ersten Saisonrennen das beste Qualifikationsergebnis in Osellas Formel-1-Geschichte. Im Rennen fiel er aber – ebenso wie bei der folgenden Veranstaltung – nach einem Unfall aus.

## Der Osella FA1ME
Der Osella FA1M-89 wurde 1990 durch den FA1ME (E für „elaborato“) ersetzt, der vor allem im Bereich der Aufhängung überarbeitet worden war. Das Auto wurde noch 1991 von Fondmetal Corse eingesetzt, bevor es durch den Fondmetal Fomet 1 ersetzt wurde.

## Rennergebnisse
| Fahrer               | Nr.                  | 1    | 2    | 3    | 4    | 5    | 6    | 7    | 8    | 9    | 10   | 11   | 12   | 13   | 14  | 15   | 16  | Punkte | Rang |
| -------------------- | -------------------- | ---- | ---- | ---- | ---- | ---- | ---- | ---- | ---- | ---- | ---- | ---- | ---- | ---- | --- | ---- | --- | ------ | ---- |
| Formel-1-Saison 1989 | Formel-1-Saison 1989 |      |      |      |      |      |      |      |      |      |      |      |      |      |     |      |     | 0      |      |
| N. Larini            | 17                   | DSQ  | 12   | DNPQ | DNPQ | DNPQ | DNF  | DNPQ | DNF  | DNPQ | DNPQ | DNPQ | DNF  | DNPQ | DNF | DNF  | DNF | 0      |      |
| P. Ghinzani          | 18                   | DNPQ | DNPQ | DNPQ | DNPQ | DNPQ | DNPQ | DNPQ | DNPQ | DNPQ | DNF  | DNPQ | DNPQ | DNPQ | DNF | DNPQ | DNF | 0      |      |
| Formel-1-Saison 1990 | Formel-1-Saison 1990 |      |      |      |      |      |      |      |      |      |      |      |      |      |     |      |     | 0      | -    |
| O. Grouillard        | 14                   | DNF  | DNF  |      |      |      |      |      |      |      |      |      |      |      |     |      |     | 0      | -    |